# Кургантепинский район
Кургантепи́нский райо́н (тума́н; узб. Qoʻrgʻontepa tumani / Қўрғонтепа тумани) — район на крайнем востоке Андижанской области Узбекистана. Административный центр — город Кургантепа. Кургантепинский район с центром в кишлаке Карасу был образован 29 сентября 1926 года. В 1932 году переименован в Ворошиловский район, 15 января 1938 года район вошёл в состав Ферганской области, а 6 марта 1941 года был передан в новую Андижанскую область. 27 марта 1953 года из Ворошиловского района был выделен Кургантепинский район. Является самым восточным районом Узбекистана.

## География
По территории района протекают реки Карадарья и Карагунон, а также каналы Шахрихансай и Савай. Почвы — лучные и лучно-серозёмные.
Рельеф представлен предгорьями Ферганского и Алайского хребтов, а также переходом с востока на запад от низких гор до возвышенностей.
Адыры Ташахур и Сузак — низменности, которые снижаются в юго-западном направлении. На севере расположены адыры Майлисай.

## Климат
Климат высоких субтропических нагорий. Средняя температура июля — +26,6˚С, февраля — −2…-3˚С. Вегетационный период составляет 220 дней. Среднегодовое количество осадков — 250—400 мм.

## Административно-территориальное деление
Район состоит из 2 городов (шахарлари), 2 городских посёлков (шахарчалари) и 3 сельских сходов граждан (кишлак-фукаролар-йигини) (включая 53 села):
2 города:
1. Кургантепа (районный центр),
2. Карасу (Карасув).

2 городских посёлка:
1. Дардак,
2. Султанабад.

3 сельских схода граждан:
1. Кургантепа,
2. Савай,
3. Чимен.

3 села:
1. Ашкалтепа (80 % — киргизы, 10 % — узбеки, 10 % — татары)3,
2. Баштут (99 % — киргизы, 1 % — узбеки)1,
3. Яртибаш (75 % — киргизы, 20 % — узбеки, 5 % — таджики и уйгуры)2.